# Lycaena scylla
Lycaena scylla är en fjärilsart som beskrevs av Charles Oberthür 1881. Lycaena scylla ingår i släktet Lycaena och familjen juvelvingar. Inga underarter finns listade i Catalogue of Life.